# Сима Марковић
Сима Марковић (Крагујевац, 8. новембар 1888 — Москва, 19. април 1939) био је српски професор математичких наука, члан Централног комитета КПЈ и Извршног комитета Коминтерне.

## Биографија
Рођен је 8. новембра 1888. године у Крагујевцу. Био је четврто дете Милоша и Анке Марковића. Отац му је био професор географије, историје и српског језика, као и директор Крагујевачке гимназије.
Године 1907. завршио је Крагујевачку гимназију. Матурски испит полагао је код Михаила Петровића, тадашњег изасланика министра за просвету и професора теоријске математике на Филозофском факултету у Београду. Током школовања био је председник ђачке литерарне дружине „Подмладак“ кроз коју су током њеног дугог трајања прошли многи будући књижевници, научници и политичари.
Студије математике на Филозофском факултету у Београду завршио је 1911. године и запослио се као суплент у Трећој београдској гимназији. Поред рада у школи помагао је Михаилу Петровићу и Богдану Гавриловићу у извођењу наставе на Филозофском и Техничком факултету али је и почињао да се бави научним и стручним радом објављујући чланке у педагошким часописима онога времена.
Докторску дисертацију под насловом: „Општа Рикатијева једначина првог реда“, одбранио је 26. јуна 1913. године пред члановима Испитног одбора: Михаилом Петровићем и Милутином Миланковићем. Његов докторат је био други докторат из математичких наука одбрањен на Београдском универзитету. Већ наредне 1914. године Сима Марковић полаже професорски испит.
За време Првог светског рата, уз велику помоћ глумице Жанке Стокић, управљао је азилом за ратну сирочад, а такође је и предавао у тзв. Општинској реалној гимназији у Крагујевцу коју су окупационе власти, на захтев Општине, под одређеним условима, отвориле. Током рата написао је четири средњошколска уџбеника из алгебре које је објавио 1920. године.
По завршетку Првог светског рата, Сима Марковић се вратио у Београд на место професора Друге београдске гимназије и наставио да држи вежбе на Филозофском факултету.
У часопису Југословенске академије знаности и уметности објављује 1919. године рад под насловом: „О једначини (y')2+y2=w(x)“. Убрзо затим расписан је конкурс за његово унапређење у звање доцента за теоријску математику на Филозофском факултету и он је на основу позитивног реферата који су потписали Михаило Петровић и Младен Берић изабран за то звање. После доношења „Обзнане“, децембра 1920. године удаљен са Универзитета.

### Политичка каријера
Сима Марковић је до седмог разреда гимназије припадао радикалима, под утицајем оца Милоша, који је један од оснивача Народне радикалне странке, саборац и кум  Николе Пашића још из времена Тимочке буне и спадао је међу најистакнутије представнике њеног левог крила. Под утицајем неких својих другова касније је пришао социјал-демократама.
Под утицајем Октобарске револуције, све више се окретао политици и почетком двадесетих година постао је члан Комунистичке партије Југославије. На Другом конгресу КПЈ, одржаном јуна 1920. у Вуковару, заједно са Филипом Филиповићем, такође математичарем, постаје први секретар КПЈ. На изборима за Уставотворну скупштину одржаним 1920. изабран је за народног посланика и председника клуба посланика КПЈ.
Почетком двадесетих година Симу Марковића, читав КПЈ, као и целу земљу заокупља тзв. национално питање и то како у теоретском тако и у практичном смислу.
Он је националном питању, које је почетком двадесетих година, заокупљало читаву земљу, писао је у више новинских чланака и брошура, од којих је најпознатија „Уставно питање и радничка класа Југославије“ (1923), као и у књизи „Национално питање у светлости марксизма“. Ставови у овој књизи где се он у основи залаже за очување Југославије, насупрот ставу Коминтерне, створиће му касније велике проблеме у оквиру властите партије. У вези са Балканским питањем он каже: „Савез балканских народа значио би економску и политичку еманципацију Балкана из ропства западно-европског империјализма...“ и „западно-европски империјализам јавља се као највећи непријатељ и највећа сметња споразуму и уједињењу балканских народа“.
На конгресу Коминтерне одржаном априла 1921. године у Москви, Сима Марковић је изабран за члана Извршног комитета. Тамо упознаје Лењина и зближава се са њим. У међувремену су донети Видовдански устав и Закон о заштити државе, који су били све неповољнији по КПЈ. Сима Марковић одлучује да се не враћа у земљу, већ у Бечу септембра 1921. оснива Загранични комитет. Пред крај 1922. године одлази у Југославију где бива ухваћен и осуђен на две године затвора. Казну издржава у Пожаревцу, у истој ћелији у којој је пре четрдесет година лежао његов отац Милош, после Тимочке буне, а у јуну 1924. бива пребачен у Лепоглаву. За време издржавања казне написао је две књиге, које су објављене 1924. године. То су „Теорија релативитета“ и „Из науке и филозофије“.
После изласка из затвора, у октобру 1924, Сима Марковић води политичку и идеолошку борбу са противницима у КПЈ, око националног питања, односно питања очувања Југославије. Он је био на челу већине (тзв. „деснице“) и са великим угледом, посебно међу српским комунистима, али је против себе имао Коминтерну и Стаљина лично, који је против њега држао више говора. Јачањем Стаљинове диктатуре и енормног утицаја Коминтерне на КПЈ, насталом и услед осипања КПЈ, позиција Симе Марковића слаби и он на крају бива избачен из партије 1929. године. Одлуку о избацивању сазнао је тек средином тридесетих године од полиције док је био затворен.
Током тридесетих година објавио је већи број дужих чланака или књига као што су: „Ајнштајнова теорија релативитета“ (1929), „Комунизам у Југославији“ (на немачком), „Сељачко питање и аграрна криза“ (1932), „О покрету за реформу математичке наставе“ (1932), „Основни појмови политичке економије“ (1933), „Критички осврти I и II“ (1934, под псеудонимом др Василије Бунић), „Принцип каузалитета и модерна физика“ (1935) и „Прилози дијалектичко-материјалистичкој критици Кантове филозофије“ (1936).
Јуна 1933. године Сима Марковић је био осуђен и протеран у Пљевља.Ни у заточеништву у Пљевљима Марковић није мировао.Иако будно праћен настојао да политички дјелује. Наишао на подршку групе интелектуалаца Милa Перуничићa, Велимирa Јакићa, Јосипа Маловића,Миша Павићевића, и других. Због тога је 24. марта 1934. године из Пљеваља премештен за Сарајево, из Сарајева за Чајниче одакле је отишао у емиграцију. После спектакуларног бекства из Чајничa, Сима Марковић је преко Беча, где се задржао једно време, заједно са супругом Браниславом, емигрирао у СССР. У Москви се запослио 1. новембра 1935. као научни сарадник Филозофског института Академије наука Совјетског Савеза. Током 1936. припремио је за штампу научни рад „Дијалектички материјализам и савремена физика“.
На Седмом конгресу Коминтерне, септембра 1935. године, поново је примљен у Партију.
Сима Марковић је ухапшен 20. јула 1938. године под оптужбом да је припадао „Десно-троцкистичкој терористичкој организацији“ и да је сарађивао са енглеском обавештајном службом. Осуђен је на смрт стрељањем и истог дана стрељан, 19. априла 1939. и затим сахрањен на Донском гробљу.
Годину дана после његове смрти часопис Пролетер, орган централног комитета КПЈ, поводом двадесетогодишњице оснивања партије помиње Симу Марковића као великосрпског централисту и опортунисту:
Много је шкодило из почетка угледу наше партије то што су неки људи, који су првих година били на челу наше партије, имали великосрпско централистичко становиште и по националном питању и тиме дискредитовали партију код угњетених народа. Али уз помоћ великог вође и учитеља међународног пролетаријата друга Стаљина, учињен је био крај таковом антилењинистичком ставу по националном питању, кога су хтели натурити нашој партији десни опортунисти на челу са Симом Марковићем.
У истом броју је објављено и његово избацивање из КПЈ заједно са неколицином истакнутих жртава побијених током велике чистке 1937. између којих се истичу и имена Милана Горкића, Владимира Ћопића, Симе Миљуша, Косте Новаковића, Браће Цвијић, итд.
Одлуком Врховног суда Совјетског Савеза рехабилитован је 10. јуна 1958. године.